# محور مقاومت
محور مقاومت (به عربی: محور المقاومة)، اصطلاحی است که از سوی حامیان برای اشاره به شبکه‌ای از شبه‌نظامیان و گروه‌های سیاسی اسلام‌گرای عمدتاً شیعی تحت حمایت نظام جمهوری اسلامی ایران در خاورمیانه مورد استفاده قرار می‌گیرد. این گروه‌ها توسط جمهوری اسلامی، از طریق پرورش و متحد ساختن گروه‌های مسلحی که با اسرائیل و آمریکا دشمنی دارند، تشکیل شده‌اند. آمریکا، اکثر این گروه‌ها را به‌عنوان سازمان‌های تروریستی طبقه‌بندی کرده است. برخی از شخصیت‌های حامی محور مقاومت از آن با عنوان امپراتوری مقاومت یاد می‌کنند.
حزب‌الله لبنان که در دهه ۱۹۸۰ میلادی با حمایت مستقیم ایران در لبنان پدید آمد، برجسته‌ترین عضو این محور است. گروه‌های مهم دیگر این ائتلاف شامل گروه حماس، جهاد اسلامی فلسطین، جنبش حوثی‌های یمن و گروه‌های شیعه عراقی هستند. رژیم بعثی سوریه تنها عضو دولتی دیگر این محور، به غیر از ایران بود و مبارزانی را که توسط ایران آموزش دیده‌اند و جذب شده‌اند، میزبانی می‌کرد. رژیم سوریه در ۸ دسامبر ۲۰۲۴ میلادی با فرار بشار اسد از دمشق دچار فروپاشی شد و سوریه از محور مقاومت خارج شد.
محور مقاومت با هدف هماهنگی و اتحاد در یک درگیری بزرگ با اسرائیل برای دستیابی به هدف مشترک نابودی حکومت فعلی اسرائیل، تشکیل شده است. این ائتلاف همچنین حملاتی علیه عربستان سعودی و نیروهای آمریکایی در عراق انجام داده و با گروه‌های مسلح سلفی سنی مانند القاعده و داعش مخالف است. از طریق نیروی قدس (یک واحد نیروهای ویژه سپاه پاسداران انقلاب اسلامی)، ایران طی دهه‌ها منابع قابل توجهی را برای تقویت قابلیت‌های نظامی هر گروه اختصاص داده و ارتباطات ضروری بین آن‌ها را ایجاد کرده است. وزارت خارجه ایالات متحده تخمین زده است که ایران سالانه ۷۰۰ میلیون دلار برای این شبه‌نظامیان قبل از تأثیر تحریم‌ها در سال ۲۰۱۹ هزینه کرده است.
این محور به‌عنوان یک شبکه «سست» توصیف شده است که منجر به مسائلی نظیر نادیده گرفتن توصیه‌های ایران توسط حوثی‌ها در تلاش برای تسخیر یمن، و همچنین حمله حماس به اسرائیل در ۷ اکتبر بدون هماهنگی شده است. پاسخ این شبکه به حملات اخیر، از جمله تلفات سنگین حزب‌الله در درگیری با اسرائیل، به‌عنوان ضعیف و پراکنده توصیف شده است.اما حزب‌الله لبنان و اعضای محور مقاومت (حزب الله لبنان ، مقاومت اسلامی عراق، انصارالله و...) این ادعاها را رد می‌کنند و مدعی هستند که محور مقاومت همچنان قوی و محکم است.
تضعیف محور مقاومت در سوریه نمود پیدا کرده است، جایی که جناح‌های اپوزیسیون سوریه به رهبری هیئت تحریر شام (HTS) پس از تنها ۱۱ روز جنگ موفق شدند رژیم اسد را سقوط دهند. حزب‌الله که در طول جنگ داخلی متحد اصلی دولت سوریه بود، در طول جنگ با اسرائیل به‌شدت تضعیف شد. کشته شدن سید حسن نصرالله و بسیاری از رهبران نظامی آن، همراه با بازگشت نیروی های حزب‌الله از سوریه و استقرار مجدد در لبنان، خلاء قدرت بزرگی ایجاد کرد. با تمرکز ارتش روسیه بر تهاجم خود به اوکراین و قرار گرفتن ایران تحت فشاری قابل توجه، فرصتی برای گروه‌های شورشی فراهم آمد تا حمله‌ای را آغاز کنند.
شواهد بیشتر تضعیف محور مقاومت، زمانی آشکار شد که چندین گروه شبه‌نظامی مورد حمایت ایران در عراق، از جمله کتائب حزب‌الله، النجباء و دیگران، آمادگی خود را برای خلع سلاح در تحت فشار آمریکا اعلام کردند.  چندی بعد، فالح الفیاض رئیس حشدالشعبی ، خبر از ادغام این سازمان در ارتش عراق داد و گفت بزودی، این سازمان در ارتش عراق ادغام میشود تا به این ترتیب، اخباری که پیرامون انحلال حشدالشعبی یا خلع سلاح آنها بود نقض گردد.

## تاریخچه

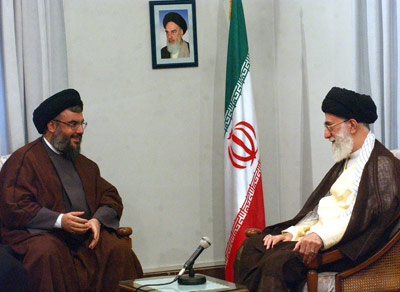
دیدار سید حسن نصرالله دبیرکل حزب‌الله لبنان با سید علی خامنه‌ای رهبر جمهوری اسلامی ایران

### ریشه‌شناسی
اصطلاح «محور مقاومت «برای اولین بار توسط روزنامه لیبیایی الزحف الاخضر در پاسخ به ادعای رئیس‌جمهور آمریکا جورج دبلیو بوش مبنی بر اینکه ایران، عراق و کره شمالی یک محور شرارت را تشکیل می‌دهند، استفاده شد. مقاله سال ۲۰۰۲ آن، «محور شرارت یا محور مقاومت»، گفت «تنها وجه مشترک بین ایران، عراق و کره شمالی مقاومت آنها در برابر هژمونی آمریکا است». روزنامه ایرانی جمهوری اسلامی به دنبال آن زبان را در اشاره به شورش شیعه در عراق به کار برد و در سال ۲۰۰۴ نوشت: «اگر خط شیعیان عراق نیاز به پیوند، اتحاد و تحکیم دارد، این وحدت باید بر محور مقاومت و مبارزه با اشغالگران تحقق یابد.»
در سال ۲۰۰۶، وزیر کشور فلسطین، سعید صایم، در مصاحبه‌ای با شبکه تلویزیون العالم از این اصطلاح برای اشاره به اهداف سیاسی مشترک بین اعراب در مخالفت با اسرائیل یا ایالات متحده استفاده کرد. با اشاره به تعداد زیاد پناهندگان فلسطینی در سوریه، صایم اظهار داشت: «سوریه نیز یک کشور اسلامی عربی است و نیز هدف آمریکایی‌ها و صهیونیست‌ها قرار گرفته است؛ بنابراین، ما در سوریه، ایران، حزب‌الله و حماس یک محور مقاومت در برابر این فشارها می‌بینیم.»
اصطلاح «محور مقاومت» به زودی در اوت ۲۰۱۰ استفاده شد. پس از دو سال، علی‌اکبر ولایتی، مشاور ارشد امور خارجی رهبر جمهوری اسلامی ایران، از این اصطلاح استفاده کرد و گفت:
» زنجیره مقاومت در برابر اسرائیل توسط ایران، سوریه، حزب‌الله، دولت جدید عراق و حماس از شاهراه سوریه می‌گذرد… سوریه حلقه طلایی زنجیره مقاومت در برابر اسرائیل است.»
این عبارت دوباره در اوت ۲۰۱۲ در جریان دیدار بین رئیس‌جمهور سوریه بشار اسد و دبیر شورای عالی امنیت ملی ایران، سعید جلیلی، در مورد جنگ داخلی سوریه استفاده شد. جلیلی گفت:
«آنچه در سوریه اتفاق می‌افتد یک مسئله داخلی نیست، بلکه درگیری میان محور مقاومت و دشمنانش در منطقه و جهان است. ایران به هیچ شکلی شکستن محور مقاومت را که سوریه بخش ذاتی آن است، تحمل نخواهد کرد.»

### تأسیس
در پی انقلاب ایران در سال ۱۳۵۷، برخی از بنیان‌گذاران رادیکال سپاه پاسداران انقلاب اسلامی مانند محمد منتظری (که توسط فتح فلسطین در جنوب لبنان آموزش دیده بود و روابط نزدیکی با لیبی قذافی داشت) و مصطفی چمران (که به کوبا سفر کرده بود و تحت تأثیر بین‌المللی‌گرایی انقلابی قرار گرفته بود) تلاش کردند تا آنچه که اغلب به عنوان «انترناسیونال اسلامی» نامیده می‌شود، ایجاد کنند، با استفاده از مفاهیم علی شریعتی و  خمینی دربارهٔ «همبستگی مستضعفان».
منتظری و چمران، به همراه علی‌اکبر محتشمی‌پور، سفیر ایران در سوریه از سال ۱۹۸۲، دپارتمان جنبش‌های آزادی‌بخش اسلامی را به عنوان بخشی از سازمان انقلابی توده‌های جمهوری اسلامی ایجاد کردند که هدف آن گردآوری فعالیت‌های حزب الدعوه اسلامی عراق و سازمان بدر با جنبش‌های امل و حزب‌الله لبنان بود. دپارتمان جنبش‌های آزادی‌بخش اسلامی به عنوان نقطه شروع تلاش‌های ایران برای ایجاد آنچه که بعدها به عنوان محور مقاومت شناخته شد، تلقی می‌شود.
پس از سخنرانی نماز جمعه ۷ ژوئن ۱۹۹۶ علی خامنه‌ای که در آن اعلام کرد «جنبش جدید باید به همه قاره‌ها و همه کشورها برسد»، مهدی چمران، رئیس اطلاعات خارجی ایران و برادر مصطفی چمران، در ۲۱ ژوئن ۱۹۹۶ در تهران کنفرانسی با شعار «حزب‌الله بین‌الملل» سازماندهی کرد. این گردهمایی اعضای حزب‌الله، حماس، جهاد اسلامی فلسطین، جبهه خلق برای آزادی فلسطین، پ‌ک‌ک کردستان، جهاد اسلامی مصر و جنبش تغییر اسلامی در خلیج فارس را به نمایش گذاشت که توافق کردند منابع مالی خود را متحد کرده و آموزش‌ها را در حدود ۳۰ کشور استاندارد کنند تا «قابلیت همکاری» را ایجاد کنند. شرکت‌کنندگان تعهد کردند که اختلافات ایدئولوژیک و فرقه‌ای را کنار بگذارند تا با اسرائیل و ایالات متحده مبارزه کنند.
سید علی خامنه‌ای در پیامی خطاب به دانش جویان آمریکایی حامی فلسطین، آنها را بخشی از جبهه مقاومت معرفی کرد.

### تکامل
در ابتدا، این اتحاد شامل دولت سوریه و حزب‌الله لبنان بود. سال‌ها بعد، ایران که قبلاً با سوریه و حزب‌الله به شدت همسو بود، روابط قوی‌تری بین این سه ایجاد کرد و محور را تشکیل داد. شبه‌نظامیان عراقی و یمنی که با ایران هماهنگ بودند به عنوان جدیدترین اعضای این اتحاد وارد شدند. پس از آغاز دخالت روسیه در جنگ داخلی سوریه، تعداد زیادی پوستر با تصاویر نصرالله، اسد، خامنه‌ای و رئیس‌جمهور روسیه ولادیمیر پوتین ظاهر شده‌اند که با یک زیرنویس عربی به معنای «مردانی که به جز خدا به کسی تعظیم نمی‌کنند» همراه است. این پوسترها به گفته The Hill نشان‌دهنده یک محور مقاومت منطقه‌ای نوظهور دیگر هستند. این ائتلاف به دلیل هدف‌گیری فرقه‌ای از سوری‌های سنی به شدت قطبی توصیف شده است.
اقدامات حزب‌الله همچنین در لبنان محکومیت‌هایی را به وجود آورده است، به ویژه از سوی رئیس‌جمهور لبنان میشل سلیمان، که خواستار پایان دادن به مانورهای مسلحانه یک‌جانبه حزب‌الله شد. نارضایتی نیز در میان اقلیت سنی لبنان گسترده است، که حزب‌الله را به درگیری در خشونت‌های فرقه‌ای علیه دیگر مسلمانان و از دست دادن موضع ضد صهیونیستی خود متهم می‌کنند. با تشدید مشارکت حزب‌الله در جنگ داخلی سوریه پس از سال‌های بعد از ۲۰۱۳، ائتلاف به‌طور صریح خمینی‌گرا و ضد سنی شده است؛ با رژیم اسد که برای ادامه بقا به ایران و نیروهای نیابتی آن وابسته و تابع شده است.
اسلام‌گرایان سنی مانند اخوان‌المسلمین و حماس که از سیاست‌های فرقه‌ای بیگانه شده‌اند، به‌طور علنی با ایران و حزب‌الله مخالفت کرده و به شدت با ترکیه و قطر، کشورهایی که در رقابت ژئوپلیتیکی با ایران هستند، همسو شده‌اند.

## اعضا

### ایران
علی خامنه‌ای که از سال ۱۳۶۸ به عنوان رهبر جمهوری اسلامی ایران، خدمت کرده است، بارها دولت جمهوری اسلامی را به عنوان یک «دولت مقاومت» (یعنی در برابر نفوذ غرب و اسرائیل) تعریف کرده است.

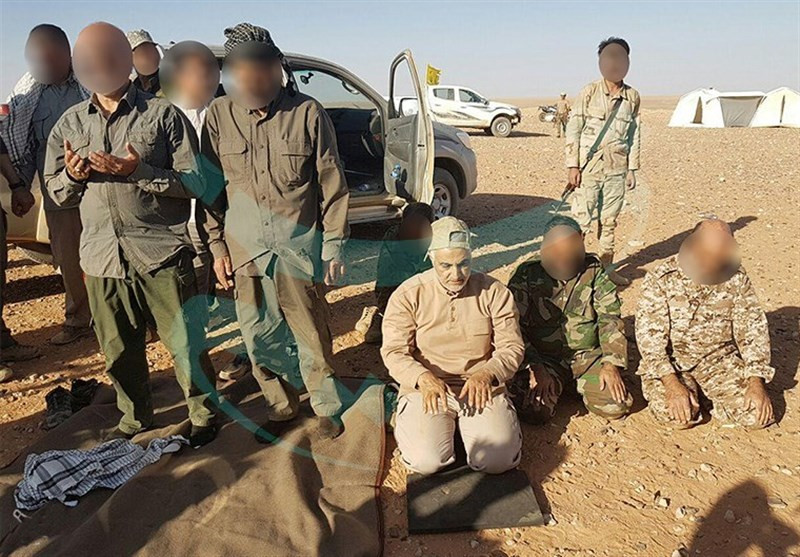
سلیمانی در کنار لشکر فاطمیون در مرز عراق و سوریه، ۱۳۹۶

قاسم سلیمانی نقش مهمی در نبرد ایران با داعش در عراق ایفا کرد. او به عنوان نقطه کانونی برای گردهم آوردن نیروهای کرد و شیعه برای جنگ علیه داعش توصیف شده است. دستاوردهای سلیمانی منجر به ایجاد محور نفوذ شیعه در سراسر خاورمیانه با محوریت ایران شد.
در دیدار با رئیس‌جمهور کوبا، میگل دایاز-کانل، در دسامبر ۲۰۲۳، خامنه‌ای گفت که ظرفیت‌های سیاسی و اقتصادی ایران و کوبا باید برای تشکیل ائتلافی علیه «قلدری» ایالات متحده و متحدان غربی‌اش استفاده شود تا موضعی «مشترک و مؤثر» در مسائل مهم جهانی مانند مسئله فلسطین اتخاذ شود.

### سوریه

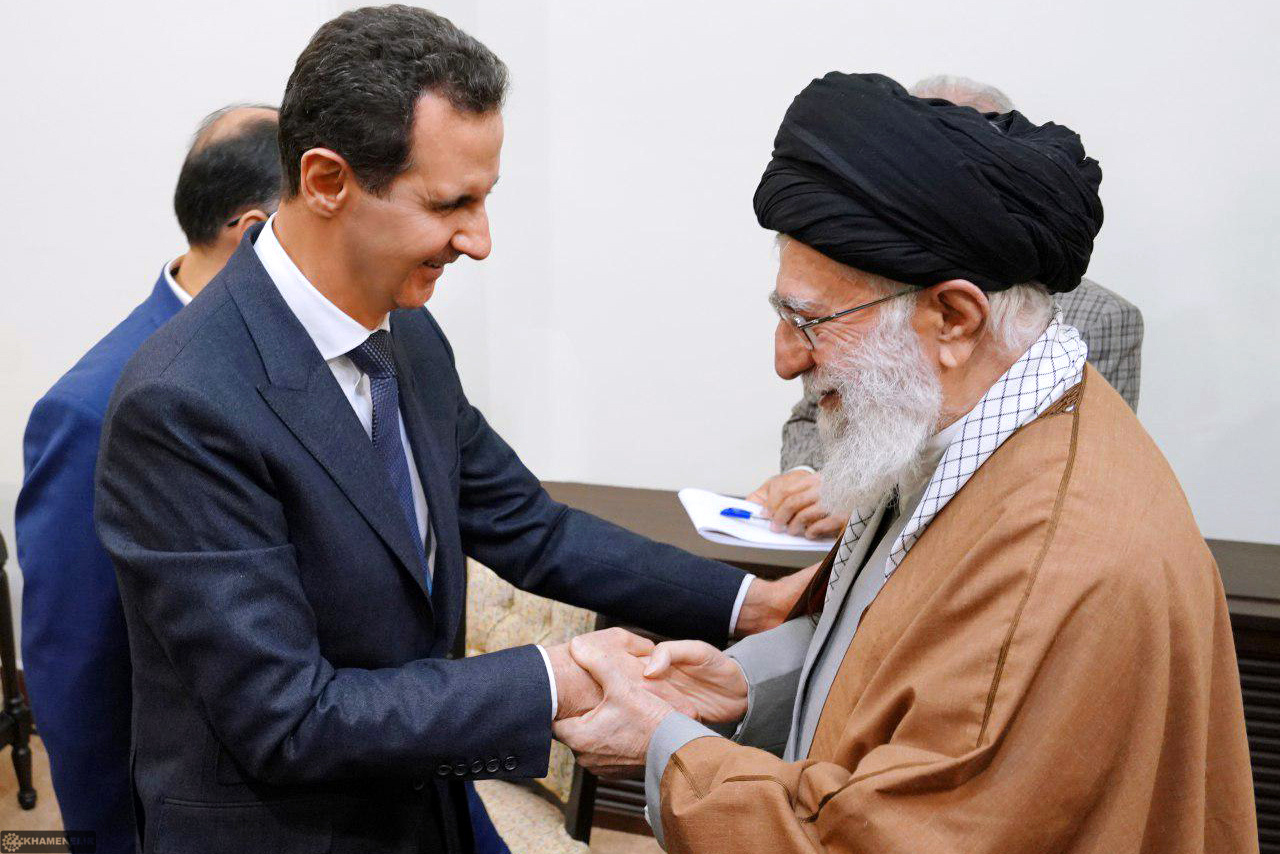
دیدار خامنه‌ای، رهبر جمهوری اسلامی ایران و بشار اسد، رئیس‌جمهور وقت سوریه بعثی

به گفته جوبین گودارزی، استادیار و پژوهشگر دانشگاه وبستر، اتحاد ایران و سوریه که در سال ۱۹۷۹ شکل گرفت، برای ظهور و تداوم محور مقاومت اهمیت زیادی دارد. هر دو کشور در مکان‌های کلیدی خاورمیانه قرار دارند و در سه دهه گذشته بر سیاست‌های خاورمیانه تأثیر گذاشته‌اند. همچنین، این اتحاد به عنوان یک اتحاد پایدار در نظر گرفته می‌شود که به مدت ۳۴ سال «علی‌رغم چالش‌های زیادی که با آن مواجه بوده و تنش‌های دوره‌ای در رابطه» ادامه داشته است. این محور به عنوان تغییر دهنده «تعادل استراتژیک در خاورمیانه» با کمک به رهبر سوریه بشار اسد برای باقی ماندن در قدرت و حمایت از جنایات جنگی او علیه غیرنظامیان سوری توصیف شده است.
به گفته ماریسا سالیوان، برنامه و اهداف محور سه ستون اصلی دارد؛ هدف منطقه‌ای مشترک در حفظ رژیم اسد، حفظ دسترسی به منابع تسلیحات و پول از ایران، و جلوگیری از به قدرت رسیدن یک دولت سنی‌اکثریت در سوریه. نخبگان حزب بعث حاکم سوریه عمدتاً از علویان تشکیل شده‌اند که یک فرقه منشعب از شیعه هستند، که همچنین فرقه اکثریت در ایران است. این پیشینه مشترک آن‌ها را در مسائل مختلف، از جمله دفاع، به متحدان استراتژیک تبدیل کرده است.
خبرگزاری دولتی سوریه، سانا، اعلام کرده است که دو دولت دربارهٔ «رابطه همکاری استراتژیک» و «تلاش‌های برخی کشورهای غربی و متحدانشان برای ضربه زدن به محور مقاومت با هدف قرار دادن سوریه و حمایت از تروریسم در آنجا» بحث کرده‌اند. این اتحاد به عنوان «محور ترور» توسط نخست‌وزیر و سفیران اسرائیل توصیف شده است.

نیروهای اپوزیسیون و مخالفان اسد در عرض تقریبا ۱ هفته سوریه را گرفتند

در تاریخ ۲۷ نوامبر ۲۰۲۴، گروه شورشی سوری معروف به هیئت تحریر الشام (HTS) حمله نظامی گسترده‌ای را علیه نیروهای ارتش سوریه (SAA) در شمال غربی سوریه، در مناطق استان‌های حلب و ادلب، آغاز کرد. این حمله توسط شورشیان به عنوان «اقدام تلافی‌جویانه» در پاسخ به گلوله‌باران مناطق غیرنظامی توسط ارتش سوریه در حومه غربی حلب توصیف شد. حسن عبدالغنی، سخنگوی ائتلاف شورشیان سوریه، اعلام کرد که اهداف این عملیات نیروهای اسد و شبه‌نظامیان ایرانی هستند. او آن‌ها را متهم کرد که «ویرانی، مرگ و کشتار به منطقه» آورده و در عین حال «از جمعیت عرب و مسلمان» برای پیشبرد «طرح‌های خرابکارانه» شان تحت عنوان «مقاومت» استفاده می‌کنند.
در زمینه‌ای گسترده‌تر، این حمله در پی تضعیف قابل توجه محور مقاومت صورت می‌گیرد. حزب‌الله که در طول جنگ داخلی متحد اصلی دولت سوریه بود، در طول جنگ با اسرائیل به‌شدت تضعیف شد. کشته شدن سید حسن نصرالله و بسیاری از رهبران نظامی آن، همراه با بازگشت جنگجویان حزب‌الله از سوریه و استقرار مجدد در لبنان، خلاء قدرت بزرگی ایجاد کرد. با تمرکز ارتش روسیه بر تهاجم خود به اوکراین و قرار گرفتن ایران تحت فشاری قابل توجه، فرصتی برای گروه‌های شورشی فراهم آمد تا حمله‌ای را آغاز کنند. سردار اسماعیل کوثری، عضو کمیسیون امنیت ملی مجلس ایران، اظهار داشت که ایران در اتفاقاتی که در سوریه رخ می‌دهد دخالت خواهد کرد. در عمل، ایران به رژیم اسد برای جلوگیری از سقوطش کمک نکرد. روز جمعه ۷ نوامبر، ایران شروع به خروج نیروهای نظامی و عوامل دیپلماتیک خود از سوریه کرد، با درک این موضوع که نمی‌تواند به رژیم اسد کمک کند، علی‌رغم نیاز حیاتی آن به حفظ حضور نیروهای قدس در سوریه، از جمله برای انتقال تسلیحات به حزب‌الله در لبنان.
در ۹ دسامبر ۲۰۲۴، پس از تنها ۱۱ روز جنگ، جناح‌های اپوزیسیون سوریه به رهبری هیئت تحریر شام (HTS) موفق شدند رژیم اسد را سقوط دهند. سقوط رژیم اسد در پس تضعیف محور مقاومت رخ داد که ایران در طول سال‌های متمادی به عنوان بخشی از تصور امنیتی خود پرورش داده بود و این امر شکستی استراتژیک بزرگ برای ایران محسوب می‌شود.

### حزب‌الله
حزب‌الله در سال ۱۹۸۲ توسط روحانیون جوان شیعه لبنانی که در نجف تحصیل کرده بودند، تأسیس شد. این سازمان مدل ارائه شده توسط  خمینی پس از انقلاب ایران در سال ۱۹۷۹ را پذیرفت و بنیان‌گذاران آن نام «حزب‌الله» را به دستور خمینی انتخاب کردند. حزب‌الله لبنان (به معنی «حزب خدا») از یک ابتکار ایرانی برای متحد کردن گروه‌های مختلف شیعه مبارز در لبنان در دوره‌ای از بی‌ثباتی داخلی و منطقه‌ای، به ویژه جنگ داخلی کشور، ظهور کرد. نیروهای حزب‌الله توسط یک گروه ۱۵۰۰ نفری از سپاه پاسداران انقلاب اسلامی ایران، با اجازه دولت سوریه، آموزش دیده و سازماندهی شدند.
حمایت ایران، از جمله اعزام سپاه پاسداران و کمک‌های مالی، نقش مهمی در تشکیل و توسعه حزب‌الله ایفا کرد. پس از آغاز جنگ ۱۹۸۲ که با تهاجم اسرائیل به لبنان مشخص شد، حدود ۸۰۰ نفر از سپاه پاسداران به لبنان از طریق سوریه اعزام شدند تا به جذب نیروهای حزب‌الله، ارائه آموزش‌های سیاسی و مذهبی و آموزش نظامی، از جمله آموزش در تاکتیک‌های تروریستی کمک کنند.
در ژوئیه ۱۹۸۲، ایران به جنگ با اعزام ۱۵۰۰ مشاور سپاه پاسداران انقلاب اسلامی به دره بقاع لبنان واکنش نشان داد با هدف تأسیس و آموزش یک شبه‌نظامی جدید شیعه که بعدها به حزب‌الله تبدیل شد. تحت نظارت سپاه پاسداران انقلاب اسلامی ایران، مبارزان آموزش‌های چریکی دیدند و مواد نظامی در دره بقاع در سال ۱۹۸۲ تأسیس شد. ایران یک گروه از سپاه پاسداران را به لبنان اعزام کرد، به ظاهر برای مبارزه با مهاجمان اسرائیلی.
ایران حمایت مالی به گروه‌های اسلام‌گرای تازه‌تأسیس، از جمله حزب‌الله، ارائه کرد. در سال ۱۹۸۵، حزب‌الله به‌طور رسمی با رژیم ایران و رهبری خمینی همسو شد. حزب‌الله از زمان تأسیس به عنوان نماینده ایران عمل کرده است و تخمین زده می‌شود که ایران حمایت مالی قابل توجهی، در حدود ۷۰۰ میلیون تا ۱ میلیارد دلار سالانه، ارائه می‌دهد. سید حسن نصرالله، دبیرکل حزب‌الله بین ۱۹۹۲–۲۰۲۴، در یکی از سخنرانی‌های خود گفت: «تا زمانی که ایران پول داشته باشد، ما هم پول خواهیم داشت.»

### گروه‌های عراقی
میلیشیاهای مسلح پس از تهاجم ایالات متحده به عراق در سال ۲۰۰۳ در این کشور ظهور کردند. این گروه‌ها زمانی که به عنوان یک جبهه جمعی برای مقابله با گروه تروریستی داعش سازماندهی شدند، به‌طور تصاعدی قوی‌تر شدند. این گروه‌های شبه‌نظامی، شامل گروه های کتائب حزب‌الله، حرکة حزب‌الله النجباء، کتائب سیدالشهدا، انصارالله الاوفیاء و دیگر گروه‌ها هستند. آن‌ها با سازماندهی بصورت یک جبهه مشترک، برای مقابله با گروه تروریستی داعش، بتدریج قدرت و نفوذ بیشتری پیدا کردند. این گروه‌ها همچنین بر حمله به نیروهای آمریکایی در عراق و سوریه به دلیل حمایت واشینگتن از اسرائیل متمرکز هستند.
مقامات ایرانی در ۳۰ اکتبر ۲۰۲۳ ادعا کردند که حملات علیه نیروهای آمریکایی در عراق و سایر نقاط منطقه نتیجه «سیاست‌های اشتباه آمریکا» است که شامل حمایت واشینگتن از اسرائیل در طول جنگ اسرائیل و حماس می‌شود.
در آوریل ۲۰۲۵، قدرتمندترین گروه شبه‌نظامی شیعه در عراق بنام کتائب حزب‌الله، بهمراه گروه‌های حرکة حزب‌الله النجباء، کتائب سیدالشهدا و انصارالله الاوفیاء، بمنظور تلاشی برای جلوگیری از اقدام احتمالی نظامی ایالات متحده علیه آن‌ها، آمادگی خود را برای خلع سلاح اعلام کردند. این تغییر موضع، بدنبال هشدارهای محرمانه‌ای بود که از سوی ایالات متحده به دولت عراق صورت گرفت. در این هشدارها، گفته شده بود که ادامه فعالیت این گروه‌های شبه‌نظامی، می‌تواند موجب حملات هوایی شود. بنابگفته منابع سیاسی عراقی، نخست‌وزیر محمد شیاع السودانی، مذاکرات پیشرفته‌ای با رهبران اصلی این گروه‌ها انجام داده که بیک توافق اولیه برای کاهش حضور نظامی آن‌ها انجامیده است. این تحول، نشان‌دهنده یک گسست قابل توجه در مقایسه با سال‌های گذشته است، زمانی که این گروه‌ها به طور مکرر در حملات راکتی و پهپادی علیه منافع ایالات متحده و اسرائیل شرکت داشتند.
تحلیل‌گران، تلاش این گروه‌ها را برای خلع سلاح شدن، نشانه‌ای از تضعیف گسترده‌تر شبکه منطقه‌ای گروه‌های مسلح هم‌پیمان ایران، موسوم به «محور مقاومت» ارزیابی می‌کنند. افزایش تمایل جناح‌های عراقی به فاصله گرفتن از اهداف راهبردی تهران، نشان‌دهنده یک بازآرایی در توازن قدرت در درون عراق و در سطحی وسیع‌تر، در منطقه است.

### حوثی‌های یمن
عبدالملک الحوثی، فرمانده جنبش حوثی در یمن، در ۱۰ اکتبر ۲۰۲۳ اعلام کرد که این سازمان در صورت دخالت ایالات متحده در درگیری غزه، با استفاده از موشک‌ها و پهپادها و سایر اقدامات نظامی تلافی خواهد کرد.
در ۱۹ اکتبر ۲۰۲۳، یمن کمپین موشکی و پهپادی خود را علیه اسرائیل آغاز کرد که در آن ناوشکن نیروی دریایی ایالات متحده سه موشک کروز زمین به زمین و چندین پهپاد را که به سمت اسرائیل می‌رفتند، سرنگون کرد. این اولین اقدام حوثی‌ها در یمن علیه اسرائیل بود. بعداً گزارش شد که کشتی چهار موشک کروز و ۱۵ پهپاد را سرنگون کرده است. گزارش دیگری حاکی از آن است که یک موشک دیگر توسط عربستان سعودی رهگیری شده است. موشک‌های بیشتری توسط موشک‌های ضد بالستیک آرو اسرائیل رهگیری شدند؛ برخی دیگر به اهداف خود نرسیدند یا توسط نیروی هوایی اسرائیل و نیروی دریایی فرانسه رهگیری شدند.
حوثی‌ها سپس به کشتی‌هایی که ادعا می‌کنند با اسرائیل مرتبط هستند حمله کردند، در تلاشی خودخوانده برای پایان دادن به جنگ، که منجر به واکنش نظامی از سوی تعدادی از کشورها به رهبری ایالات متحده شد.
در اکتبر ۲۰۲۴، هزاران تظاهرکننده در یمن که خود را «انقلابیون اکتبر» می‌نامند، علیه شبه‌نظامیان وابسته به ایران که در یمن فعالیت می‌کنند، به خیابان‌ها آمدند. این معترضان که اکثراً جوانان شیعه بودند، علیه کنترل شبه‌نظامیان بر یمن و همچنین نفوذ ایران در کشورشان اعتراض کردند.

### گروه‌های فلسطینی
با وجود اینکه محور مقاومت عمدتاً از جناح‌های اسلام‌گرای شیعه تشکیل شده است، جبهه خلق برای آزادی فلسطین، یک تشکل سکولار مارکسیست-لنینیست، به‌طور کلی بخشی از محور مقاومت محسوب می‌شود و از ایران حمایت دریافت می‌کند.
جنبش اسلام‌گرای سنی فلسطینی حماس نیز گاهی به دلیل مخالفت با اسرائیل و ایالات متحده به عنوان بخشی از محور در نظر گرفته شده است.
از مارس ۲۰۱۲، این گروه از آن زمان مقر خود را از دمشق خارج کرده و حمایت خود را به مخالفان ضد اسد سوریه اعلام کرده است. در اکتبر ۲۰۲۲، حماس پس از آشتی با حمایت میانجی‌گری ایران، روابط خود را با سوریه احیا کرد.

## مخالفان
با وجود تفاوت در ایدئولوژی‌ها و منافع داخلی اعضای ائتلاف، آنها به هدف گسترده‌تری در پیچیده کردن حملات اسرائیل و تحمیل هزینه‌ای بر ایالات متحده برای حمایت از اسرائیل خدمت می‌کنند.

### اسرائیل
به گفته طلحه عبدالرازق، نویسنده در میدل ایست مانیتور، این محور ادعا می‌کند که علیه اسرائیل است تا حمایت مردمی در سراسر جهان اسلام را تقویت کند و پس از حمله هوایی اسرائیل به مزرعه امل در سال ۲۰۱۵ ضربه شدیدی خورد. سه روز قبل از آن حمله هوایی به کاروان حزب‌الله، سید حسن نصرالله، دبیرکل حزب‌الله لبنان گفت: «ما هر حمله‌ای به سوریه را حمله به کل محور مقاومت می‌دانیم، نه فقط به سوریه». گاردین اشاره کرد که «این یک شبکه از گروه‌های اسلام‌گرای مسلح خودمختار است که از طریق آن ایران می‌تواند قدرت خود را به نمایش بگذارد، مسیر رویدادها را تعیین کند و از حمله اسرائیل یا ایالات متحده جلوگیری کند».
در نتیجه آغاز حمله حماس به اسرائیل در ۷ اکتبر ۲۰۲۳، حزب‌الله لبنان، حوثی‌های یمن، مقاومت اسلامی در عراق و دیگر جناح‌ها در سوریه حملات پهپادی و موشکی به اسرائیل انجام داده‌اند. حزب‌الله عملیات خود علیه اسرائیل را در ۸ اکتبر ۲۰۲۳ آغاز کرد، در حالی که یمن عملیات خود را در ۱۹ اکتبر ۲۰۲۳ آغاز کرد و مقاومت اسلامی عراق عملیات خود را در ۲ نوامبر ۲۰۲۳ آغاز کرد. در آوریل ۲۰۲۴، ایران با حمایت جناح‌های خود در پاسخ به حمله هوایی اسرائیل به مجتمع سفارت ایران در دمشق، حمله موشکی و پهپادی به اسرائیل انجام داد.
نعیم قاسم، معاون دبیرکل حزب‌الله لبنان، در ۱۷ مهر ۱۴۰۳ در دومین سخنرانی خود پس از ترور حسن نصرالله اعلام کرد که جنگ با اسرائیل جنگ فلسطینیان است و محور مقاومت تنها از این جنگ حمایت می‌کند، اما این جنگ آنها نیست:
«این نبرد آنطور که بنیامین نتانیاهو نخست‌وزیر اسرائیل به تصویر کشیده است، نبرد برای نفوذ ایران نیست، بلکه نبردی است برای کمک به فلسطینی‌ها برای آزادسازی سرزمین‌شان از اشغالگران صهیونیستی است و ایران و حزب‌الله به فلسطینی‌ها برای تحقق آرمان‌شان به آنها کمک می‌کنند.»

### داعش
این محور پس از تصرف تقریباً یک سوم عراق توسط داعش در سال ۲۰۱۴ به مبارزان اصلی علیه داعش تبدیل شد. به گزارش لس‌آنجلس تایمز، آمرلی اولین شهری بود که به‌طور موفقیت‌آمیز در برابر حمله داعش مقاومت کرد و به خاطر همکاری غیرمعمول بین نیروهای عراقی و کردی، شبه‌نظامیان شیعه تحت حمایت ایران و هواپیماهای جنگی ایالات متحده تأمین شد.
در سال ۲۰۱۲، حزب‌الله نیروهایی را برای حمایت از نیروهای دولتی سوریه علیه شورشیان ارتش آزاد سوریه، القاعده و داعش اعزام کرد. در سال ۲۰۱۳، ایران شروع به اعزام نیروهایی برای حمایت از دولت سوریه علیه شورشیان و دیگر جناح‌ها کرد. در هر دو مورد، دولت عراق حمایت کرد و حتی داوطلبانی برای پیوستن به میدان‌های نبرد در سوریه داشت. همچنین، نیروهای حشد شعبی که در سال ۲۰۱۴ تأسیس شد، به نیروی اصلی در مبارزه با داعش در عراق تبدیل شد.
در سال ۲۰۱۴، حزب‌الله ایده کمک لبنان در مداخله به رهبری آمریکا در عراق علیه داعش را رد کرد و استدلال کرد که ممکن است به سلطه ایالات متحده در منطقه یا «جایگزینی تروریسم با اشغال آشکار ایالات متحده» منجر شود. در طول جنگ علیه داعش در عراق و سوریه، محور مقاومت متحدتر شد و ائتلاف ۴+۱ را تشکیل داد که یک ائتلاف همکاری نظامی مشترک با ایران، عراق، سوریه، روسیه و حزب‌الله لبنان بود. ائتلاف در بسیاری از نبردها در جنگ داخلی سوریه از یکدیگر حمایت کردند، مانند در استان حما، پالمیرا، حلب و استان ادلب. نیروی هوایی روسیه از پایگاه‌های هوایی ایران برای سوخت‌گیری استفاده کرده است، به ویژه پایگاه هوایی همدان.
فرمانده وقت نیروی قدس سپاه پاسداران انقلاب اسلامی، قاسم سلیمانی، ادعا کرد: «مقاومت دولت‌های عراق و سوریه و پایداری ارتش‌ها و جوانان این دو کشور … نقش مهمی در برگرداندن این رویداد خطرناک ایفا کرد … [می‌توانم اعلام کنم] پایان حکومت این موجودیت نفرین شده شریر، پس از عملیات آزادسازی ابو کمال، به عنوان آخرین دژ داعش، پایین آوردن پرچم این گروه تروریستی ساخته شده توسط آمریکا و صهیونیست و برافراشتن پرچم سوریه».

## روابط با سایر کشورها

### روابط با روسیه
تلاش روسیه برای گسترش نقش خود در خاورمیانه با روابطش با محور مقاومت به رهبری ایران در هم تنیده است. این یک اتحاد استراتژیک معنادار نیست، اما روسیه و ایران در حفظ دولت بشار اسد در سوریه منافع مشترکی دارند، جایی که روسیه پایگاه‌های نظامی دارد (مانند پایگاه هوایی حمیمیم و طرطوس). هر دو کشور به دنبال جلوگیری از نفوذ آمریکا و تغییر رژیم در سوریه هستند، که معتقدند قدرت خود را در منطقه به چالش می‌کشد و ممکن است به تغییر رژیم در ایران منجر شود.
از سال ۲۰۱۵، مداخله روسیه در جنگ داخلی سوریه در حمایت از دولت اسد صورت گرفته است. گفته می‌شود که این مداخله با سفر قاسم سلیمانی به مسکو آغاز شد، جایی که او از مسکو خواست تا به‌طور مستقیم از رژیم در برابر نیروهای مخالف سوری حمایت کند. روسیه حمایت هوایی از رژیم و نیروهای تحت حمایت ایران در سوریه ارائه کرده است.
با این حال، علیرغم همکاری با ایران در سوریه، روسیه روابط نزدیکی با اسرائیل و کشورهای عربی خلیج فارس حفظ کرده است و به دنبال عادی‌سازی روابط بین ایران و عربستان سعودی بوده است. روسیه به حملات هوایی مکرر اسرائیل در داخل سوریه اجازه داده است.
در جریان جنگ اسرائیل و حماس، روسیه هم حمله حماس و هم پاسخ اسرائیل را محکوم کرد، اما سرگئی لاوروف، وزیر امور خارجه روسیه گفت که اهداف اسرائیل در غزه مشابه اهداف روسیه در تهاجم به اوکراین است.

### روابط با افغانستان
ایران به حمایت از طالبان در طول جنگ در افغانستان متهم شده است. علی‌اکبر ولایتی و حسن کاظمی قمی ادعا می‌کنند که امارت اسلامی افغانستان به رهبری طالبان نیز بخشی از محور مقاومت ایران است. با این حال، اسماعیل قاآنی فرمانده نیروی قدس معتقد است که دولت طالبان «دوست ایران نیست».

## تحلیل
محور به عنوان «سست» توصیف شده است، که منجر به مسائلی مانند نادیده گرفتن توصیه‌های ایران توسط حوثی‌ها در تلاش برای تصرف یمن، و حمله حماس در ۷ اکتبر به اسرائیل بدون هماهنگی شده است. واکنش محور به حملات اخیر، از جمله تلفات قابل توجه حزب‌الله در درگیری با اسرائیل، به عنوان ضعیف و پراکنده توصیف شده است.
با تلاش حماس برای بقا و تضعیف شدید حزب‌الله، گفته می‌شود که ایران یک جزء حیاتی از استراتژی بازدارندگی خود را از دست داده است.
در ۲۶ اکتبر ۲۰۲۴ (۵ آبان ۱۴۰۳)، اسرائیل سه موج حملهٔ هوایی با نام عملیات روزهای پاسخ به ایران انجام داد. به گزارش اکونومیست، حملات اسرائیل «شکست دکترین امنیت ملی ایران» را نشان داد که برای دهه‌ها توسط رهبر فعلی خامنه‌ای دنبال می‌شد. او اکنون در حالی که با نارضایتی داخلی از سیاست خارجی ایدئولوژی‌محور خود مواجه است، با یک نقطه عطف حیاتی در مورد استراتژی‌های جایگزین روبرو است، که شعار اعتراضی «نه غزه، نه لبنان، جانم فدای ایران» در ایران گواه آن است. این مقاله می‌گوید که جانشین خامنه‌ای «تصمیم خواهد گرفت که آیا به جنگ انتخابی که ایران را برای دهه‌ها فقیر کرده و اکنون برای اولین بار از دهه ۱۹۸۰ آن را مورد حمله یک کشور دشمن قرار داده است، ادامه دهد یا خیر.»